# Ekklészia
Az ekklészia (görögül έκκλησία) volt az Athéni demokrácia idején a polisz legfontosabb szerve, a minden szabad polgárból álló népgyűlés, ami a Pnüksz dombon gyűlt össze rendszeresen.

## A népgyűlés története

### A szolóni alkotmány
A szolóni alkotmány i. e. 594-ben kiszélesítette a népgyűlés hatáskörét. Minden 20 éves szabad athéni férfi polgár tagja lett, azaz mind a négy vagyoni osztály részt vehetett rajta. Arkhónná választani azonban csak az első, leggazdagabb vagyoni osztály – 500 mérősök – tagjait lehetett. A népgyűlés elé javaslatokat a négyszázak tanácsa terjeszthetett, amit az első három vagyoni osztály tagjaiból választottak. A népgyűlésnek jogában állt minden kérdésben dönteni, minden hivatalnokot, köztük az arkhónokat, megválasztani – a megválaszthatók körét Szolón törvényei határozták meg –, így indirekt módon ő határozta meg az Areioszpagosz összetételét. A végső döntést a népgyűlés hozta meg a törvények, háború és béke kérdéseiben. A főtisztviselőket elszámoltathatta egyéves megbízatásuk lejárta után.

### A Peiszisztridák türannisza
Peiszisztratosz a szolóni alkotmány védelmében lépett fel az arisztokraták és demokraták küzdelmében az utóbbiak mellett. Ő mintegy az alkotmány mellett és felett állt, megelégedett annyival, hogy hívei közül kerüljenek ki a legfőbb tisztségek viselői.

### A kleiszthenészi alkotmány (az athéni demokrácia)
Az utolsó Peiszisztrida megdöntése után a népgyűlés Kleiszthenészt bízta meg az új alkotmány kidolgozásával, amivel ő i. e. 509-re készült el, s amit végül i. e. 507-ben fogadtak el. Ebben kiszélesítette a választójogot azzal, hogy ezentúl minden szabad athéni férfi polgár nemcsak választó, hanem választható is volt a kibővített buléba, az ötszázak tanácsába. Az arkhónná választhatók körét is kibővítette, ezentúl nemcsak 500 mérős, hanem lovag is lehetett arkhón. A népgyűlés napirendjére az ötszázak tanácsa tehetett javaslatot.
Általában Kleiszthenésznek tulajdonítják a cserépszavazás intézményének bevezetését is, de erre közvetlen bizonyítékunk nincs. A rendelkezésünkre álló források szerint az első cserépszavazás i. e. 487-ben, az utolsó pedig i. e. 417-ben volt. A szavazás egyébként a népgyűlésen kézfeltartással történt.

### Későbbi reformok
A népgyűlés eleinte havonta egyszer gyűlt össze, később azonban már havonta 3-4 alkalommal. i. e. 461 után a népgyűlés határozatait kezdték írásba (kőbe) foglalni, és közszemlére tenni.
Az i. e. 5. században a népgyűlés tagjainak száma már meghaladta a 40 ezret, de ténylegesen részt venni csak azok tudtak, akik elég gazdagok voltak ahhoz, hogy sok idejüket távol töltsék otthonról. Periklész reformjai i. e. 459 körül bevezették az esküdtek számára adható fizetséget. Az ötszázak tanácsa tagjai is fizetségben részersültek, a népgyűlésen való részvételért járó napidíjat viszont csak az i. e. 5. század végén vagy utána vezették be.
i. e. 457-ben hoztak egy törvényt, ami lehetővé tette a harmadik vagyoni osztály, a zeugitészek számára is, hogy arkhónná választhassák őket.